# Notaufnahmelager Marienfelde

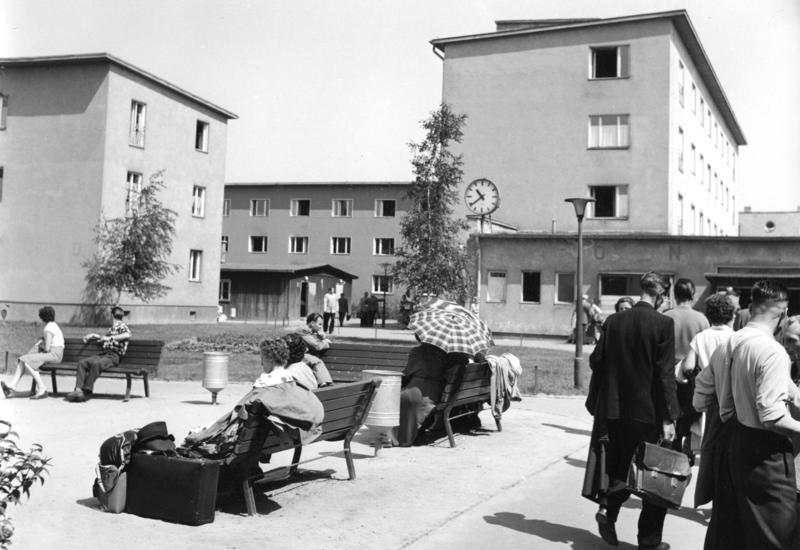
Notaufnahmelager Marienfelde, 1958

Das Notaufnahmelager Marienfelde im Berliner Ortsteil Marienfelde war eines von drei Lagern, das nach dem Notaufnahmegesetz das Notaufnahmeverfahren für Deutsche aus der DDR und Ost-Berlin abwickelte. Die zwei anderen Lager befanden sich in Gießen und Uelzen-Bohldamm.

## Geschichte des Notaufnahmelagers

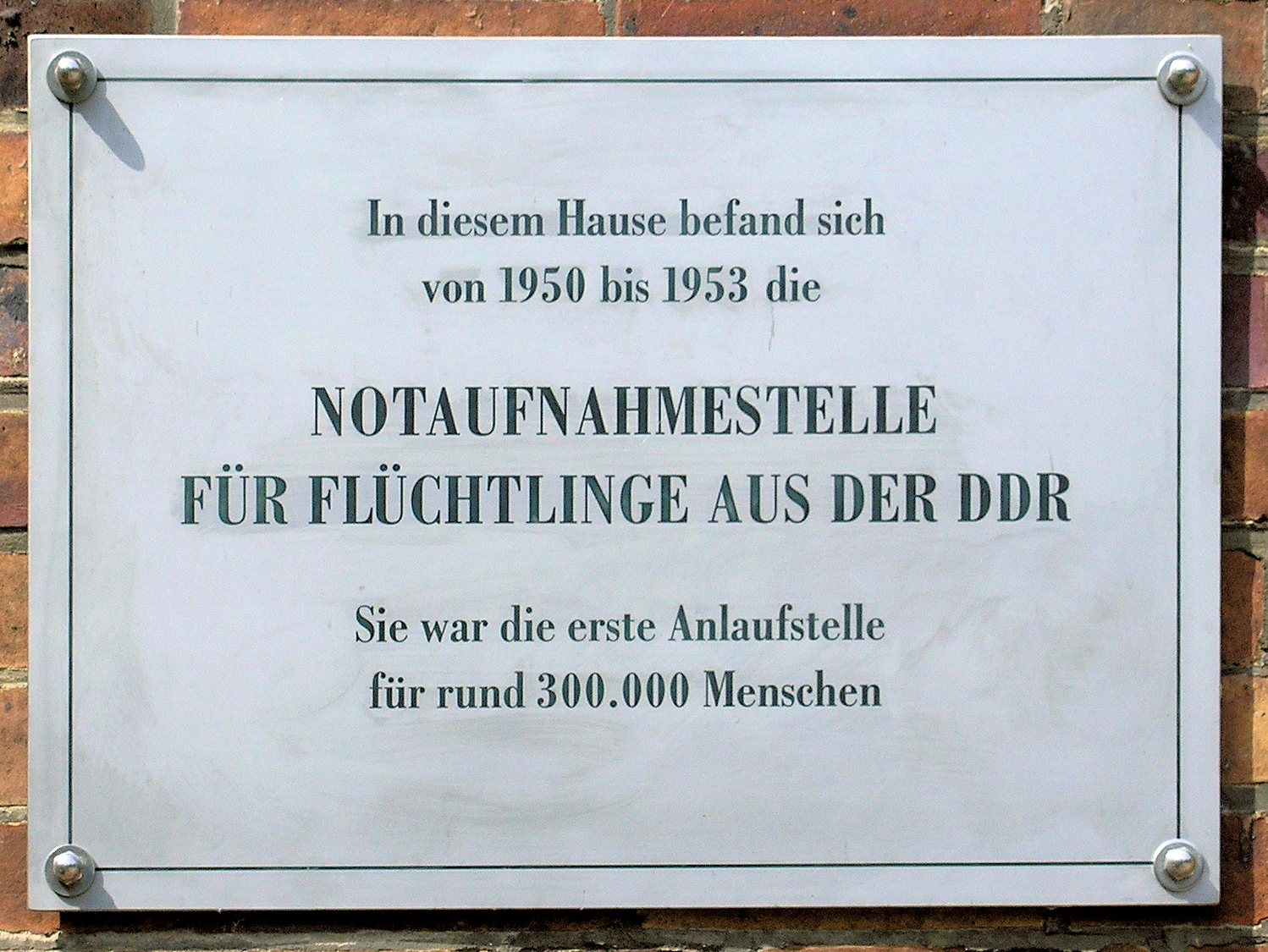
Gedenktafel am Haus Kuno-Fischer-Straße 8, in Berlin-Charlottenburg

Seit 1948 zogen zunehmend Menschen aus der damaligen Sowjetischen Besatzungszone in die Westzonen bzw. nach West-Berlin. Speziell für Berlin war dieser Zustrom angesichts der katastrophalen Versorgung mit Wohnraum ein großes Problem. Zu ihrer Betreuung wurde am 18. Januar 1950 die Notaufnahmestelle in der Kuno-Fischer-Straße in Berlin-Charlottenburg eröffnet. Sie wurde im August 1953 von dem neu gebauten zentralen Notaufnahmelager in Marienfelde abgelöst.
Mit der Übernahme des Notaufnahmegesetzes in West-Berlin mit Wirkung ab 4. Februar 1952 kam die Planung eines zentralen Notaufnahmelagers des Bundes im Westteil der Stadt langsam in Fahrt. Ab Mai 1952 verschärfte sich für West-Berlin das Flüchtlingsproblem dramatisch. Der Grenzsicherungsbeschluss der DDR vom 26. Mai 1952 führte dazu, dass die Fluchtwege über die innerdeutsche Grenze und die Grenze zwischen der DDR und West-Berlin schnell versperrt waren. Nur die innerstädtische Sektorengrenze zwischen West- und Ost-Berlin war noch relativ unkontrolliert passierbar. Die städtischen Einrichtungen zur Aufnahme der Flüchtlinge waren überfüllt. Der damalige Berliner Senator für Sozialwesen Otto Friedrich Bach (Senat Reuter) führte nach eigenen Angaben einen „Zweifrontenkampf gegen Flüchtlingsnot und Bonner Bürokratie“ bei der Bewältigung der Flüchtlingsströme.

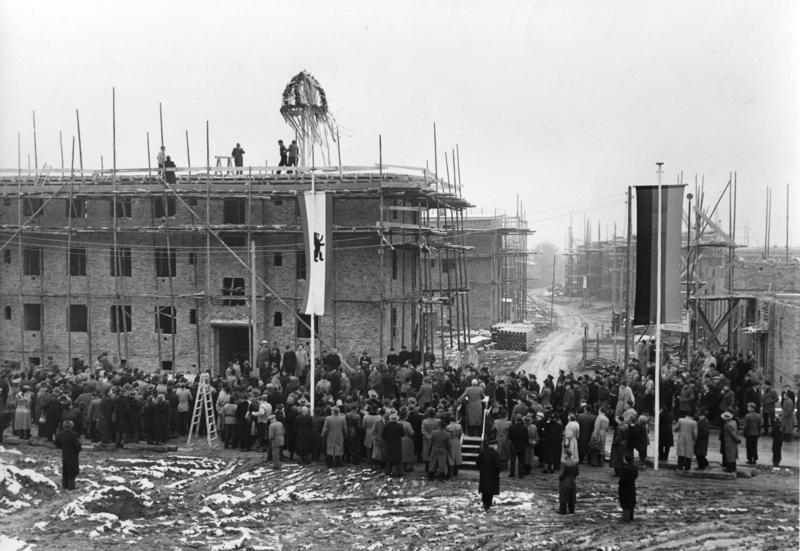
Richtfest für das Notaufnahmelager

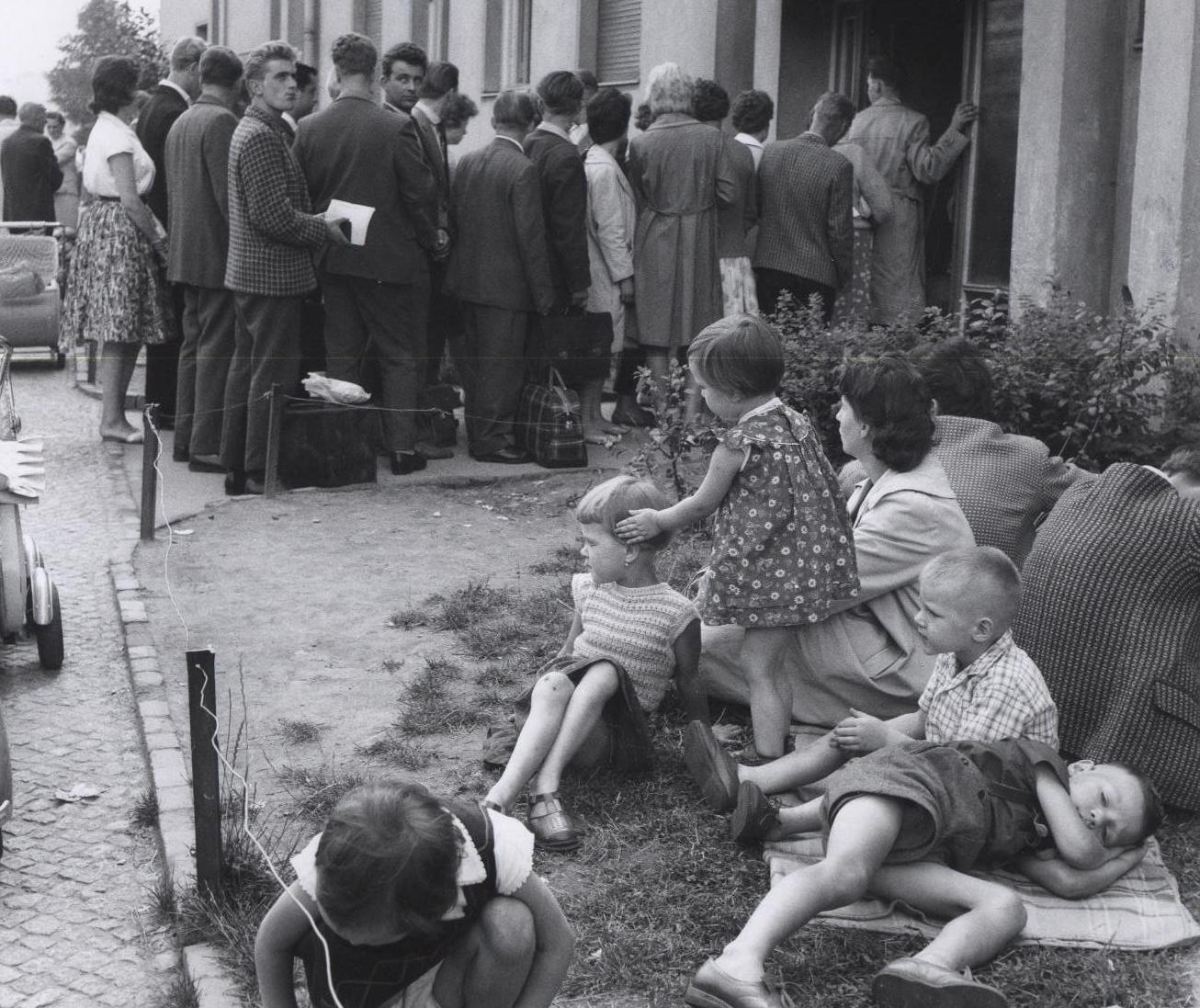
Flüchtlingsandrang vor dem Notaufnahmelager Marienfelde in Berlin, Juli 1961

Am 30. Juli 1952 wurde der Grundstein für das Notaufnahmelager Marienfelde gelegt. Das Gelände an der Marienfelder Allee war Eigentum des Bundes. Die Nähe zum Flughafen Tempelhof und die Anbindung an die S-Bahn waren mitbestimmende Faktoren für die Standortwahl. Der erste Teilabschnitt des Lagers mit zehn Wohnblocks für etwa 2000 Flüchtlinge wurde am 14. April 1953 eingeweiht. Der Betrieb im Lager begann erst im August 1953 auf dem Höhepunkt einer Flüchtlingswelle als Nachklang des 17. Juni 1953. Am 20. September 1956 wurde offiziell der einmillionste Flüchtling im Lager aufgenommen. Laut dem damaligen Regierende Bürgermeister Willy Brandt kamen allein im August 1958 16.000 Flüchtlinge aus der Sowjetzone, 2000 mehr als im Vorjahresmonat. Bis 1961 wurde das Lager ständig ausgebaut, war aber dennoch fast immer überbelegt.
Schlagartig gingen die Flüchtlingszahlen nach dem 13. August 1961 durch den Bau der innerstädtischen Grenzsicherungsanlagen fast auf Null zurück. Teile des Lagers wurden für Wohnzwecke freigegeben. Der östliche Teil des Lagers blieb bestehen, um weiter Flüchtlinge und vor allem Übersiedler aus der DDR und später auch Aussiedler aus anderen Staaten aufzunehmen. 1989 schwoll der Flüchtlingsstrom wieder dramatisch an. Die Ausreisemöglichkeiten aus der DDR wurden besser; die Zahl der Flüchtlinge stieg. Nach dem 9. November 1989 kam es zu einem großen Ansturm auf das Lager in Marienfelde. Es wurden Fabrikgebäude in der Nähe angemietet, um den Flüchtlingsstrom bewältigen zu können. Ab 30. Juni 1990 wurde es ruhiger im Lager. 1993 verließen die letzten Flüchtlinge und Übersiedler das Notaufnahmelager Marienfelde. Danach wurde das Lager als Zentrale Aufnahmestelle des Landes Berlin für Aussiedler betrieben. Im Sommer 2010 wurde es aufgrund der geringen Zuwanderung geschlossen.
Im Dezember 2010 wurde das Aufnahmelager reaktiviert und wird seitdem vom Internationalen Bund (IB), Freier Träger der Jugend-, Sozial- und Bildungsarbeit e. V., im Auftrag des Landesamtes für Gesundheit und Soziales als Übergangswohnheim für Flüchtlinge und Asylbewerber genutzt.

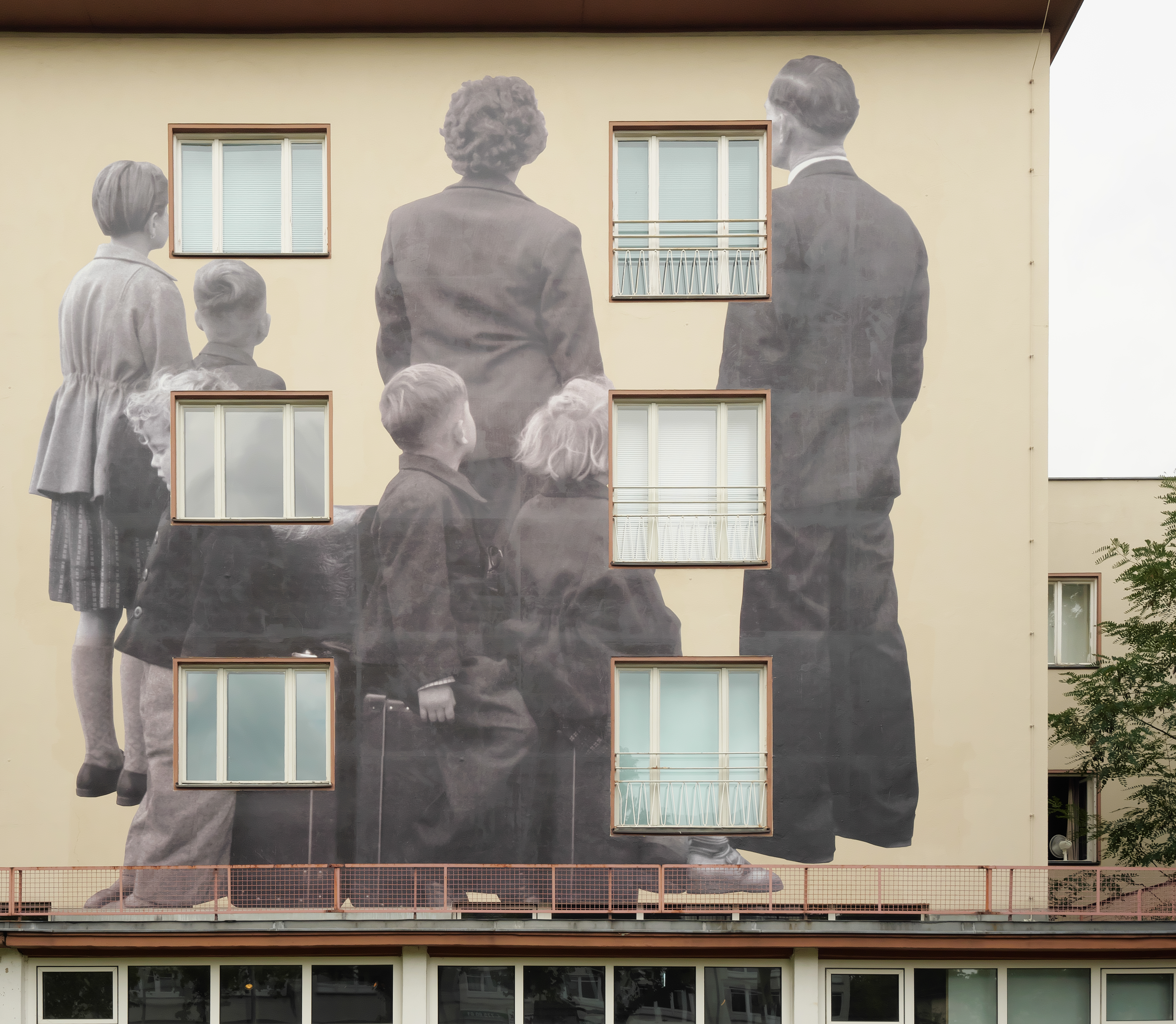
Eine aus der DDR geflüchtete Familie im Rahmen des Projekts Paste Up History – Marienfelde Goes Street Art im Jahr 2020

2020 wurden die Gebäude des ehemaligen Notaufnahmelagers anlässlich der 800-Jahr-Feier Marienfeldes Teil des Kunstprojektes Paste Up History – Marienfelde Goes Street Art des Künstlerduos Maria Vill und David Mannstein. Hierbei wurde an der Fassade die Fotografie einer Familie angebracht, die aus der DDR geflüchtet war und hier Aufnahme gefunden hatte.

## Die Erinnerungsstätte

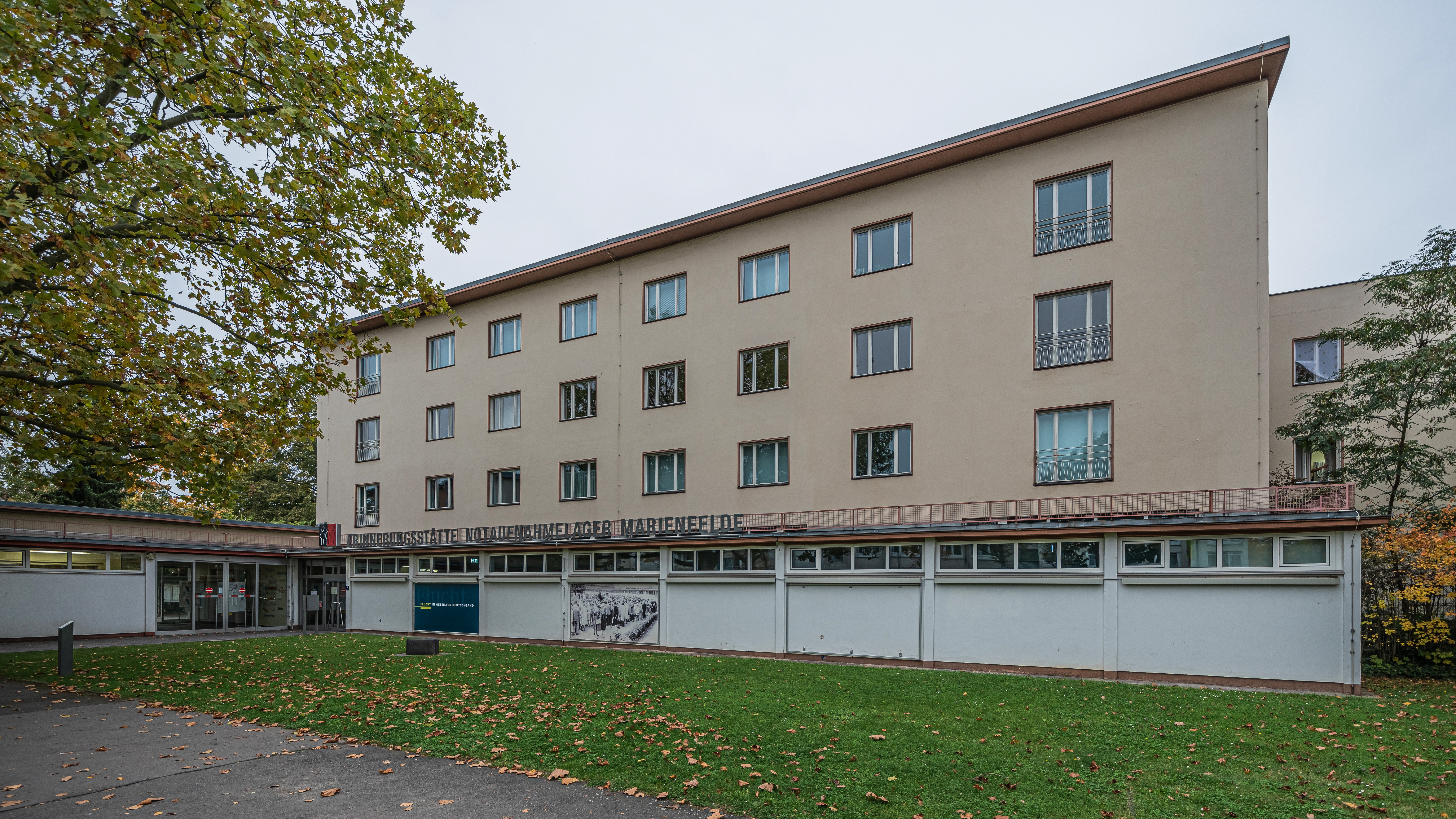
Zugang zum Notaufnahmelager und zur Erinnerungsstätte

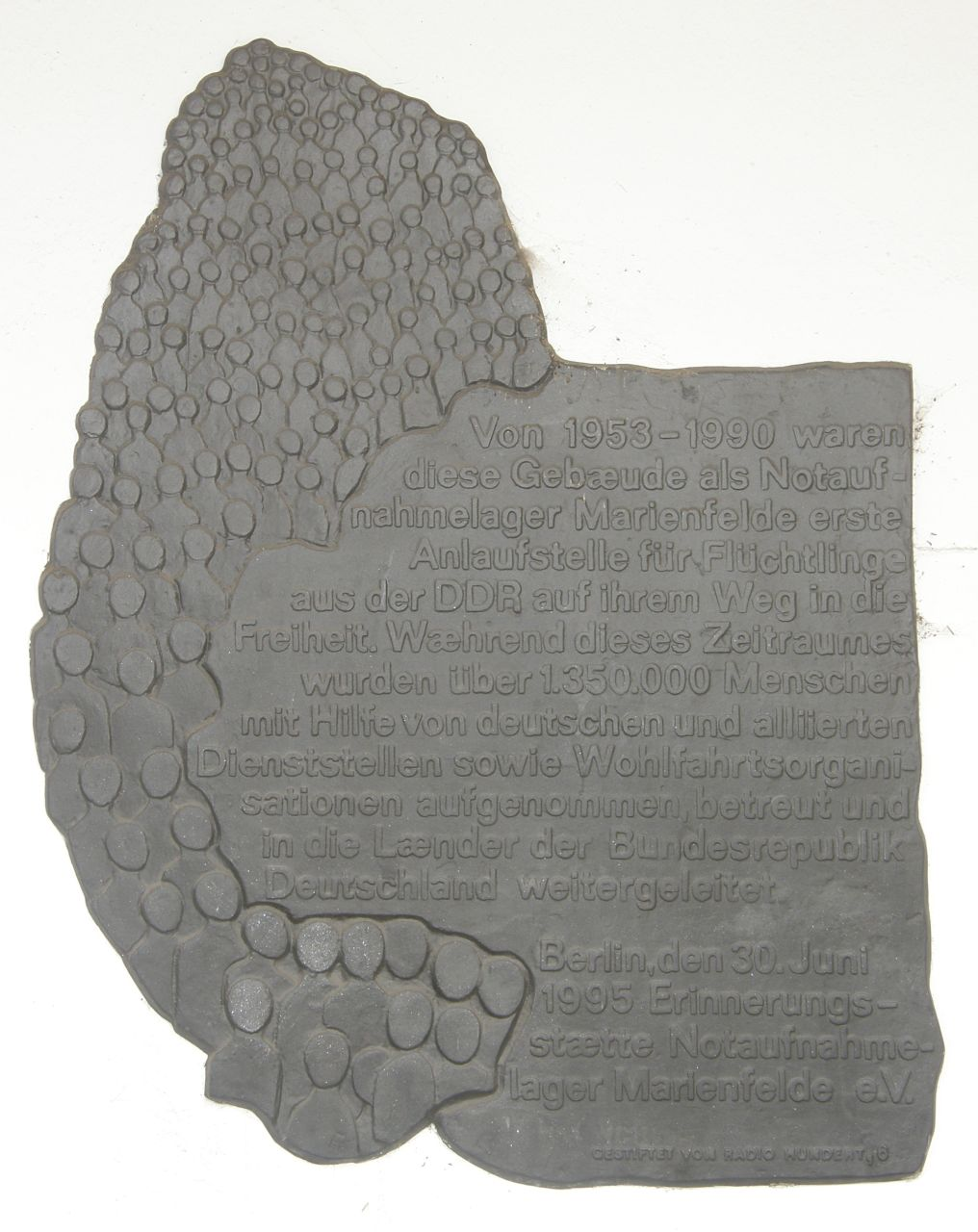
Gedenktafel am Notaufnahmelager

Auf Initiative von ehemaligen Flüchtlingen, Mitarbeitern des Notaufnahmelagers sowie interessierten Wissenschaftlern wurde 1993 der Verein Erinnerungsstätte Notaufnahmelager Marienfelde e. V. mit dem Ziel gegründet, die Geschichte des Notaufnahmelagers und der deutsch-deutschen Fluchtbewegung zu erforschen, zu dokumentieren und einer breiten Öffentlichkeit zu vermitteln. Im selben Jahr eröffnete der Verein auf dem Lagergelände eine kleine Präsentation, die über den historischen Ort, das Aufnahmeverfahren sowie Ursachen und Verlauf von Flucht und Ausreise informierte. 1998 stufte die Enquete-Kommission des Deutschen Bundestags die Erinnerungsstätte Notaufnahmelager Marienfelde als Gedenkstätte von gesamtstaatlicher Bedeutung ein.
Im April 2005 wurde die seit 1993 bestehende Ausstellung durch die inhaltlich und gestalterisch komplett überarbeitete und erweiterte Dauerausstellung „Flucht im geteilten Deutschland“ abgelöst. Ermöglicht wurde das Projekt durch die finanzielle Förderung der Beauftragten der Bundesregierung für Kultur und Medien, der Stiftung zur Aufarbeitung der SED-Diktatur und der Stiftung Deutsche Klassenlotterie.
Die neue Ausstellung bietet auf rund 450 m² mit über 900 Exponaten und zahlreichen Zeitzeugenberichten ein umfassendes und differenziertes Bild der deutsch-deutschen Fluchtbewegung und beleuchtet damit einen zentralen Aspekt der deutschen Teilung und ihrer Auswirkungen. Beide Seiten der Grenze werden dabei in den Blick genommen und in ihrer Beziehung zueinander dargestellt: Die Motive, die die Menschen dazu bewogen, die DDR zu verlassen, verdeutlichen den Zugriff des diktatorischen Staates bis ins alltägliche Leben des Einzelnen; der weitere Lebensverlauf nach der Flucht – vom Notaufnahmeverfahren bis zur gelungenen (oder gescheiterten) Integration – veranschaulicht die Chancen und Probleme im Westen und die Bedeutung, die die Flüchtlinge aus der DDR für die bundesrepublikanische Politik und Gesellschaft hatten.
Neben der Dauerausstellung zeigt die Erinnerungsstätte regelmäßig Sonderausstellungen und arbeitet an der kontinuierlichen Erweiterung ihrer Sammlung. Sammlungsschwerpunkte bilden die materielle Überlieferung des Ortes und lebensgeschichtliche Zeugnisse von Zeitzeugen, die Aufschluss über die Verfolgungserfahrungen in der DDR sowie über die Aufnahme und die Integrationserfahrungen in der Bundesrepublik geben. Darüber hinaus baut die Erinnerungsstätte seit 1996 ein Zeitzeugenarchiv auf, das bereits einen Bestand von über hundert Ton- und Videointerviews mit ehemaligen DDR-Flüchtlingen und Übersiedlern umfasst.
Im Oktober 2005 wurde mit dem damaligen Abgeordnetenhauspräsidenten Walter Momper ein Denkmal mit einem Koffer als Gedenken an die Flüchtlinge des Ostens enthüllt. Am 11. September 2008 beschloss das Abgeordnetenhaus von Berlin, zum Jahrestag des Falls der Berliner Mauer am 9. November 2008 die Erinnerungsstätte Notaufnahmelager Marienfelde und die Gedenkstätte Berliner Mauer in der landeseigenen Stiftung Berliner Mauer zusammenzufassen.